# یک نگه کرد و گذشت

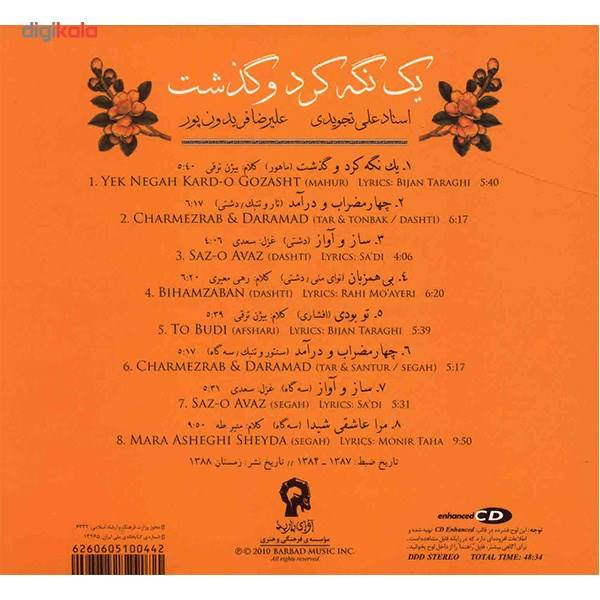
پشت جلد آلبوم یک نگه کرد و گذشت

یک نگه کرد و گذشت آلبومیست در رده موسیقی سنتی ایرانی که در سال ۱۳۸۸ با صدای علیرضا فریدون‌پور و به آهنگسازی علی تجویدی و با تنظیم‌هایی از بهرنگ آزاده، توسط انتشارات آوار باربد منتشر گردیده‌است.
| نام قطعات          | دستگاه موسیقی | شاعر      |
| ------------------ | ------------- | --------- |
| یک نگه کرد و گذشت  | ماهور         | بیژن ترقی |
| چهار مضراب و درآمد | دشتی          | _         |
| ساز و آواز         | دشتی          | سعدی      |
| بی همزبان          | دشتی          | رهی معیری |
| تو بودی            | افشاری        | بیژن ترقی |
| چهار مضراب و درآمد | سه گاه        | _         |
| مرا عاشقی شیدا     | سه گاه        | منیر طه   |